# Bandera de Almería
La bandera oficial de la ciudad española de Almería quedó descrita de la siguiente manera por decreto de la Consejería de Gobernación y Justicia de la Junta de Andalucía en 1997:

Bandera de 25 unidades de larga, del asta al batiente, por cada 15 unidades de ancha, de color blanco bandera, con una cruz lisa (de 5 unidades de ancha), roja carmesí. Centrado y sobrepuesto el escudo de armas oficial de la ciudad, en una proporción de 5 unidades de ancho por 6 unidades de largo, irá timbrado con corona real cerrada.

## Historia
Su origen está en el año 1147, cuando el ejército genovés aliado de Alfonso VII desembarcó en la playa de los Genoveses de cabo de Gata para participar en la conquista de Almería a los Almorávides por parte de los cristianos. La enseña genovesa que se corresponde con la cruz de San Jorge (cruz griega en gules sobre campo de plata) fue adoptada por la ciudad como símbolo propio tras la reconquista por los Reyes Católicos en 1489.

## Curiosidades
La cruz de San Jorge era enarbolada en un principio por la República de Génova, que controlaba hegemónicamente el comercio marítimo mediterráneo alrededor del siglo XI. Inglaterra solicitó permiso para enarbolarla en sus barcos y quedar así protegidos para navegar por el Mediterráneo y el Mar Negro. Más tarde fue hecha insignia de la marina británica, o Royal Navy. Quedó incorporada así a la bandera británica. Incluso hoy forma parte de gran cantidad de pabellones nacionales. Asimismo en sus últimos días también formó parte del emblema del Imperio bizantino y del rey Ramiro I de Asturias.
También es la bandera nacional de Georgia y de Cerdeña, así como el escudo de Londres, Milán, Génova, Bolonia, Friburgo y Montreal.
En España, aparece representada en los escudos de Aragón, Barcelona y Almería, así como las banderas de Almería capital, y las tres provincias aragonesas, Zaragoza, Huesca y Teruel. Algunos municipios, como Valdecaballeros en la Comunidad de Extremadura, también la llevan en su escudo.